# Hannah Clayton
Hannah Clayton (* 20. Juli 2000 in Bloomington) ist eine US-amerikanische Volleyballspielerin.

## Karriere
Clayton begann ihre Karriere an der Tri-Valley High School. Von 2018 bis 2022 studierte sie an der University of Iowa und spielte in der Universitätsmannschaft. Ihr letztes Studienjahr absolvierte sie 2022/23 an der Purdue University. 2023 ging die Mittelblockerin nach Frankreich zu VBC Chamalières. In der Saison 2024/25 spielte sie in der Schweiz für Genève Volley. 2025 wurde Clayton vom deutschen Bundesligisten 1. VC Wiesbaden verpflichtet.